# جيمس غرافتون روجرز
جيمس غرافتون روجرز هو سياسي أمريكي، ولد في 13 يناير 1883، وتوفي في 23 أبريل 1971.